# Hunter contro Pittsburgh
Hunter contro Pittsburgh è una sentenza della Corte suprema degli Stati Uniti d'America del 1907, in cui i giudici hanno esplicitamente affermato (sebbene tale principio fosse già implicitamente riconosciuto), la piena sovranità e supremazia degli Stati federati sui Governi locali che ricadono all’interno della propria giurisdizione.

## Origine del contenzioso
La questione originò nel 1906, quando l'Assemblea Generale della Pennsylvania, la legislatura dell'omonimo Stato federato, approvò una legge che consentiva la fusione di due o più comuni adiacenti se, durante una votazione in merito, la maggior parte di tutti i voti validi l'avesse approvata. 
Poco tempo dopo, la città di Pittsburgh presentò ufficialmente un'istanza presso un tribunale statale per iniziare il processo necessario ad indire una votazione per fondere la più piccola cittadina di “Allegheny” a Pittsburgh. Sebbene la cittadina avesse rifiutato di indire tale votazione, il ricorso fu respinto in tribunale.
La votazione fu, quindi, autorizzata e la maggioranza di tutti gli elettori, fra le due città, votò per la fusione. Tuttavia, la stragrande maggioranza degli elettori di Allegheny aveva votato contro, ma essendo quest'ultima minore per via della minore popolazione della cittadina, la sua opposizione fu soppressa dall'enorme parte di voti favorevoli proveniente da Pittsburgh.
In seguito all'esito positivo della votazione, dunque, la Corte Suprema della Pennsylvania stabilì l'unione costituzionale ai sensi della legge dello Stato, ma ben presto alcuni querelanti di Allegheny fecero ricorso contro l'ordinanza della corte, citando violazioni della “Clausola contrattuale” della Costituzione degli Stati Uniti (Art. 1, § 10, par. 1) e della “Clausola del giusto processo” del XIV emendamento.

## Opinione della Corte
La Corte Suprema degli Stati Uniti ha stabilito all'unanimità che la legge della Pennsylvania non violava né l'Articolo I né il XIV emendamento della Costituzione, affermando così la piena ed indiscussa sovranità e supremazia degli Stati federati sui propri governi locali. 
Alcune porzioni importanti della sentenza esprimono a pieno l'opinione dei giudici supremi:
"Non abbiamo nulla a che fare con la politica, la saggezza, la giustizia o l'equità dell'atto in esame; queste domande sono per l'esame di coloro a cui lo Stato [=la Costituzione dello Stato federato] ha insignito il suo potere legislativo e la loro determinazione non è soggetta a revisione o critica da parte di questo tribunale. Non abbiamo nulla a che fare con l'interpretazione della Costituzione dello Stato e la conformità dell'emanazione [della legge] dall'Assemblea a tale Costituzione; tali questioni sono per l'esame dei tribunali dello Stato e la loro decisione è definitiva. Il V emendamento alla Costituzione degli Stati Uniti non è restrittivo dello stato, ma solo dell'azione nazionale".
"Questa [accusa] non si basa sulla teoria secondo cui lo statuto della città è un contratto con lo stato, una proposizione spesso negata da questo e altri tribunali".
"Le corporazioni municipali sono suddivisioni politiche dello stato, create come agenzie convenienti per esercitare i poteri governativi dello Stato che possono essere loro affidati... Il numero, la natura e la durata dei poteri conferiti a queste società e il territorio su cui devono essere esercitati spettano alla assoluta discrezione dello Stato".
"Lo Stato, quindi, a suo piacimento, può modificare o ritirare tutti questi poteri, può prendere senza indennizzo tale proprietà, detenerla da sola o conferirla in altre agenzie, espandere o contrarre l'area territoriale, unirne l'intera o una parte con un altro comune, abrogare la carta e distruggere la corporazione [municipale]. Tutto questo può essere fatto, condizionatamente o incondizionatamente, con o senza il consenso dei cittadini, o anche contro la loro protesta. In tutti questi aspetti lo stato è supremo e il suo organo legislativo, conforme alla Costituzione dello Stato, può fare come vuole, svincolato da qualsiasi disposizione della Costituzione degli Stati Uniti".
"Anche se gli abitanti e i proprietari di immobili possono, a causa di tali modifiche, subire disagi e la loro proprietà possa essere ridotta di valore dall'onere dell'aumento della tassazione, o per qualsiasi altro motivo, non hanno alcun diritto, per contratto o in altro modo, nell'esistenza inalterata o continua della corporazione [municipale] o dei suoi poteri, e non c'è nulla nella Costituzione Federale che li protegge da queste conseguenze ingiuriose. Il potere è nello stato, e coloro che legiferano per lo stato sono gli unici responsabili di qualsiasi esercizio ingiusto o oppressivo".